# Sinobatis
A Sinobatis a porcos halak (Chondrichthyes) osztályának rájaalakúak (Rajiformes) rendjébe, ezen belül az Anacanthobatidae családjába tartozó nem.

## Tudnivalók
A Sinobatis porcoshal-nem előfordulási területe az Indiai-óceán keleti felén, illetve a Csendes-óceán nyugati felén van. Ezek a porcos halak fajtól függően 33-69 centiméteresek.

## Rendszerezés
A nembe az alábbi 8 élő faj tartozik:
- Sinobatis borneensis (Chan, 1965) - típusfaj
- Sinobatis brevicauda Weigmann & Stehmann, 2016
- Sinobatis bulbicauda Last & Séret, 2008
- Sinobatis caerulea Last & Séret, 2008
- Sinobatis filicauda Last & Séret, 2008
- Sinobatis kotlyari Stehmann & Weigmann, 2016
- Sinobatis melanosoma (Chan, 1965)
- Sinobatis stenosoma (Li & Hu, 1982)